# تروسينغن
تروسينغن (بالألمانية: Trossingen) هي مدينة وبلدة ألمانية تقع في ألمانيا في توتلينغن. يقدر عدد سكانها بـ 15,223 نسمة .

## المدن التوأمة
مدن Cluses، بيفيرتون (أوريغون) وويندهوك هي مدن توأمة لـتروسينغن.

## أعلام
- آن بيرك
- ايبرهارد ريس
- هيلموت ديجين
- غابي هاوبتمان